# Eugen Bolz
Eugen Bolz est un homme politique allemand, né le 15 décembre 1881 à Rottenburg am Neckar et mort exécuté le 23 janvier 1945 à Berlin-Plötzensee.
De confession catholique, membre du parti Zentrum et opposant au national-socialisme, il est président de l'État de Wurtemberg, de 1928 à 1933 sous la république de Weimar.

## Biographie
Eugen Bolz est le douzième enfant d'un commerçant catholique de Rottenburg. Il est étudiant en droit à Tübingen. Il fait partie de la société d'étudiants AV Guestfalia Tübingen, une association catholique qui appartient à l'Association du cartel des corporations d'étudiants catholiques allemands (de), le Cartellverband der katholischen deutschen Studentenverbindungen. Il rejoint le parti du Zentrum, après avoir terminé ses études à Bonn et à Berlin et le représente au Reichstag de 1912 à 1933, ainsi qu'au Landtag du Wurtemberg, où il est ministre de la Justice, puis ministre de l'Intérieur.
Il épouse Maria Hoeneß en 1920 dont il a une fille.
Bolz est président du Wurtemberg, État à l'époque majoritairement protestant, en 1933, lorsque le NSDAP prend le pouvoir. Partisan de la doctrine sociale de l'Église, il est donc opposant au nouveau régime et est arrêté et passe quelque temps dans un camp de concentration. À sa sortie, il trouve refuge à l'abbaye de Beuron, dirigée par un abbé hostile aux nouvelles doctrines, le TRP Raphael Walzer.
Il y étudie les encycliques pontificales, les questions de l'Action catholique et les doctrines économiques. Il travaille aussi en tant que conseiller fiscal, sachant que la Gestapo avait un œil sur lui. Il entre alors en contact à la fin de 1941, début 1942 avec les cercles de résistance de Carl Friedrich Goerdeler, espérant un poste ministériel, après un renversement éventuel de Hitler. Goerdeler envisageait pour lui le portefeuille de ministre de la Culture.

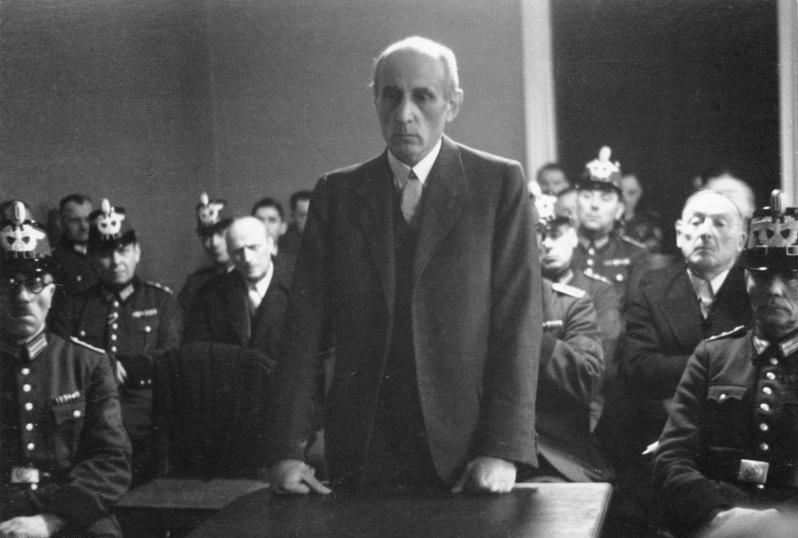
Bolz lors de son procès au Volksgerichtshof en décembre 1944.

Toutefois l'attentat du comte Claus von Stauffenberg contre Hitler dans son Quartier général de la Wolfsschanze en province de Prusse-Orientale, le 20 juillet 1944, provoque son arrestation le 12 août suivant. Il est condamné à mort le 21 décembre et décapité à la prison de Plötzensee, le 23 janvier 1945.
Une plaque commémorative sur la façade de sa maison natale, au 53 de la Königstraße à Rottenburg, rappelle selon le psaume que Timor Domini Initium Sapientiæ (« La crainte du Seigneur est le début de la sagesse »). Après la guerre, plusieurs établissements d'enseignement, rues et places d’Allemagne ont pris son nom.